# Cantonul Hyères-Ouest
Cantonul Hyères-Ouest este un canton din arondismentul Toulon, departamentul Var, regiunea Provence-Alpes-Côte d'Azur, Franța.

## Comune
- Hyères (parțial)